# McClures sund

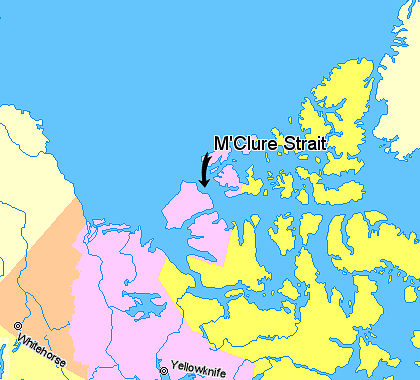
McClures sund på kartan.
Nunavut
Northwest Territories
Yukon
Områden utanför Kanada (Alaska, Grönland)

McClures sund (engelska: M'Clure Strait) är ett sund i norra delen av Northwest Territories, Kanada. McClures sund sammanlänkar Beauforthavet i väster med Melvillesundet i öster. Sundet avgränsas av Prins Patricks ö, Eglintonön och Melvilleön i norr och Banksön i söder. 
Eftersom havsis brukar ligga i sundet året runt är det vanligtvis omöjligt att passera med båt. Europeiska rymdorganisationen rapporterade 2007 att sundet var isfritt under augusti, på grund av den globala uppvärmningen.
Sundet har fått sitt namn efter den irländske polarforskaren Robert McClure (1807-1873), som frös fast här 1850 under expeditionen då han fann Nordvästpassagen.
Den 29 augusti 2012 passerade svenska Edvin Buregren McClures sund med sin segelbåt "Belzebub 2" av modell HR Monsun 31. Det var första gången någonsin en segelbåt passerade sundet.